# Dirk Maas
Dirk Maas ou Dirk Carelsz. Maas (Haarlem, 12 septembre 1659 - Haarlem, 25 décembre 1717), est un peintre et un graveur paysagiste du Siècle d'or néerlandais, spécialiste des sujets équestres.

## Biographie
Selon  le dictionnaire biographique De groote schouburgh der Nederlantsche konstschilders en schilderessen (Le Grand Théâtre des peintres néerlandais) d'Arnold Houbraken, Dirk Maas est d'abord l'élève de Hendrick Mommers, un peintre de scènes de marché aux légumes de Haarlem, puis se forme auprès de Nicolaes Berchem, qu'il rencontre probablement par l'intermédiaire de Mommers.Il devient un adepte de la peinture de paysage à l'italienne de Berchem. Il rejoint ensuite Jan van Huchtenburg, qui réalise des estampes, des paysages à l'italienne et des staffage pour d'autres peintres ; après quoi il se consacre à la peinture de chevaux, utilisant tous les supports qui lui sont habituels : dessin, estampe et peinture.
Selon le RKD, il rejoint pour la première fois  la guilde de Saint-Luc de Haarlem le 8 novembre 1678, s'installant à son propre compte. En 1690, il voyage en Angleterre, réalisant de nombreuses commandes pour la cour de Guillaume III d'Orange-Nassau, dont il accompagne l'armée, réalisant la peinture de la bataille de la Boyne. En 1697, il devient membre de la Confrérie Pictura, bien qu'il semble être également resté actif à Haarlem.
En 1700, il réalise un dessus de cheminée pour le Het Loo à Apeldoorn.

## Gravures équestres
Les gravures de Dirk Maas représente principalement des chocs de cavalerie, des scènes de chasse ou celles quotidiennes d'écoles d'équitation, à la suite de Philips Wouwerman, le plus grand peintre hollandais des sujets équestres au XVIIe siècle.

### SuiteSoldats et chevaux
La suite Soldats et chevaux, datée vers 1708-1717, est composée de dix planches ; elle est introduite par un frontispice gravé par l'artiste et marchand Bernard Picart qui l'édite et la commercialise.
Dirk Maas réalise cette suite gravée d'après Philipps Wouwerman, qui peut être comprise comme une œuvre d'interprétation caractéristique de l'estampe néerlandaise du XVIIe siècle. Dans ses dessins préparatoires, Maas restitue à la plume et à l'encre brune des personnages dans des postures militaires variées et caractéristiques des figures de Wouwerman, dont il respecte les proportions, les disposant avec justesse dans le vide qui les entourent.

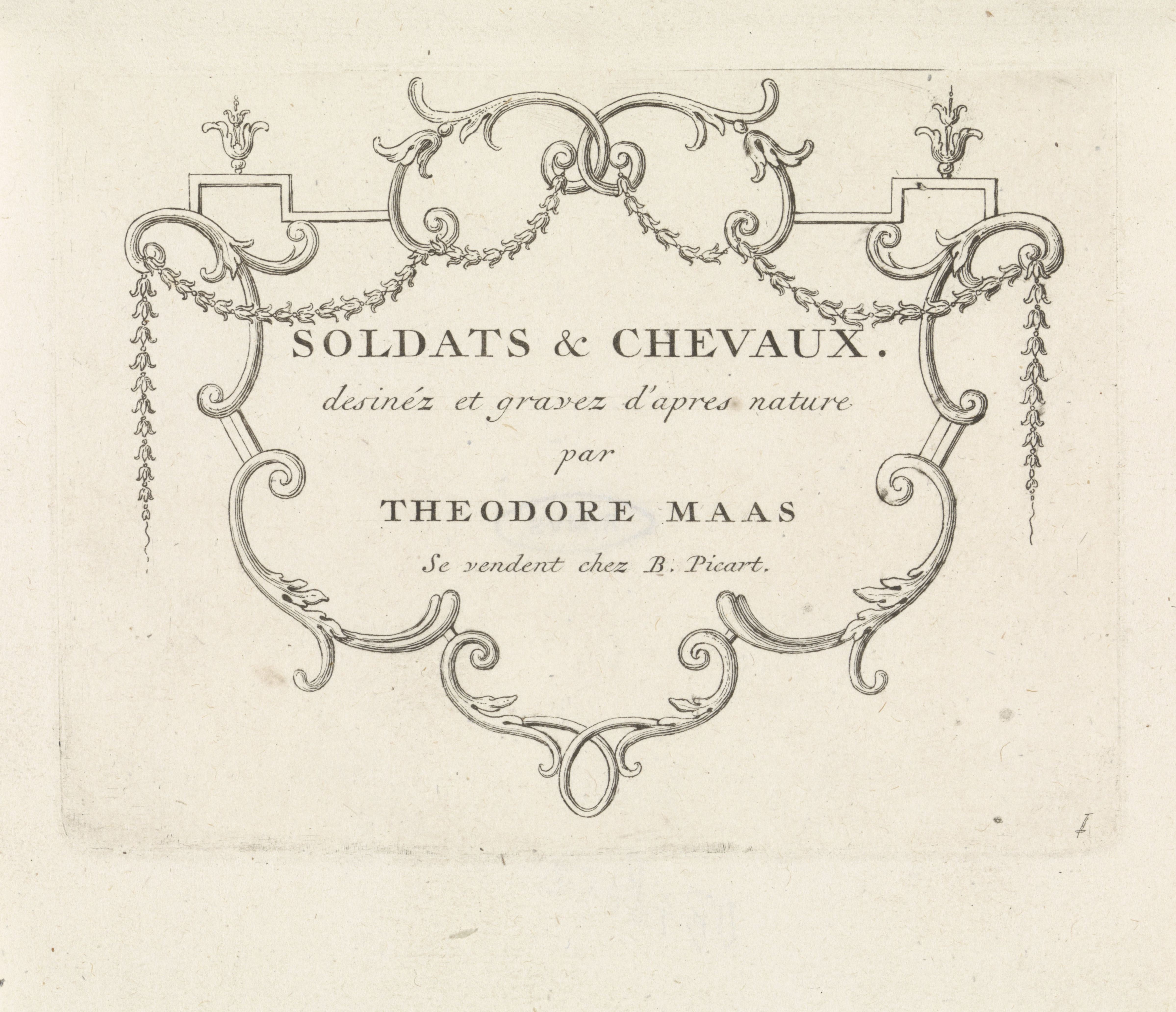
Frontispice.
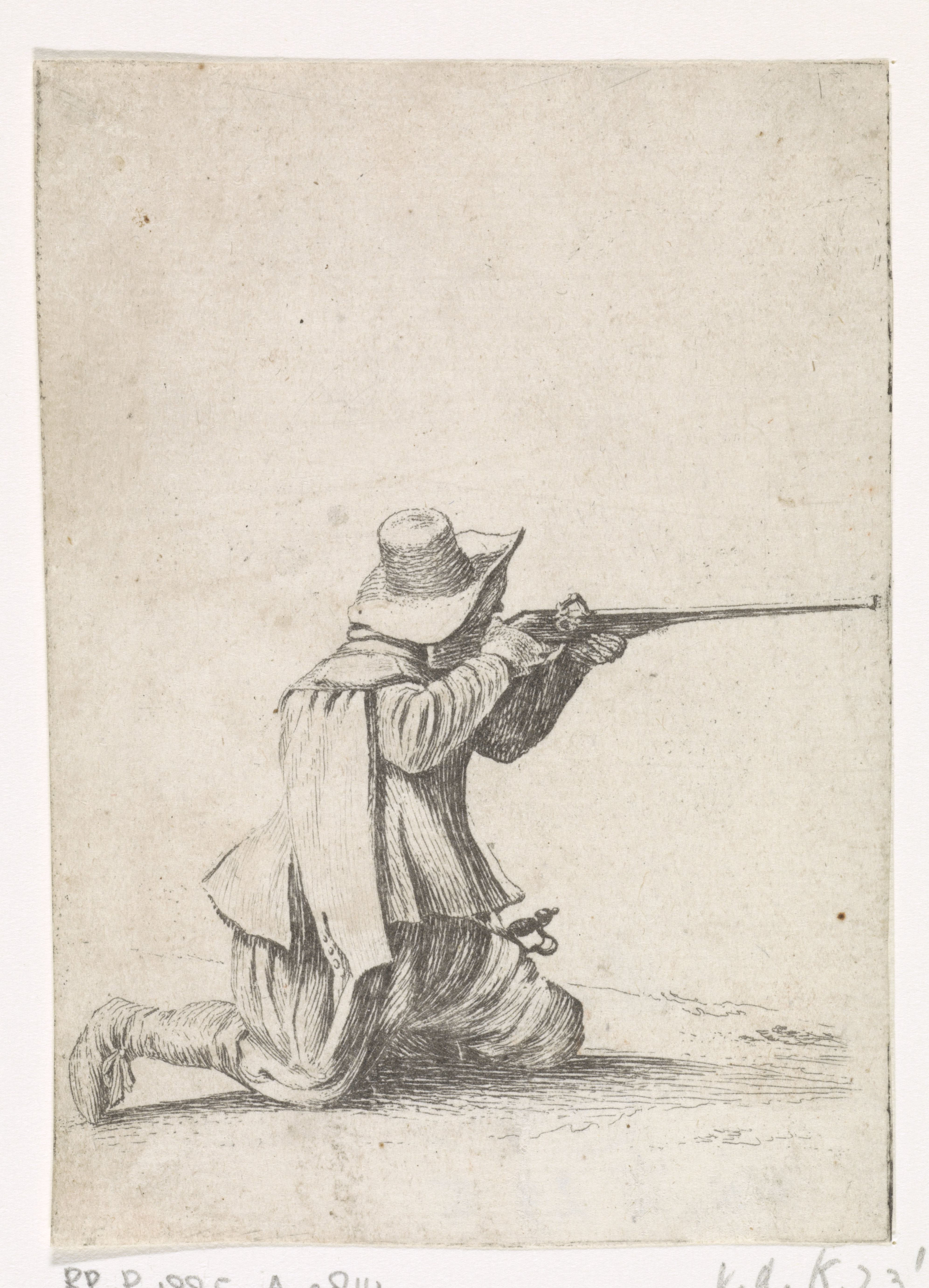
Soldat à genoux visant au fusil.
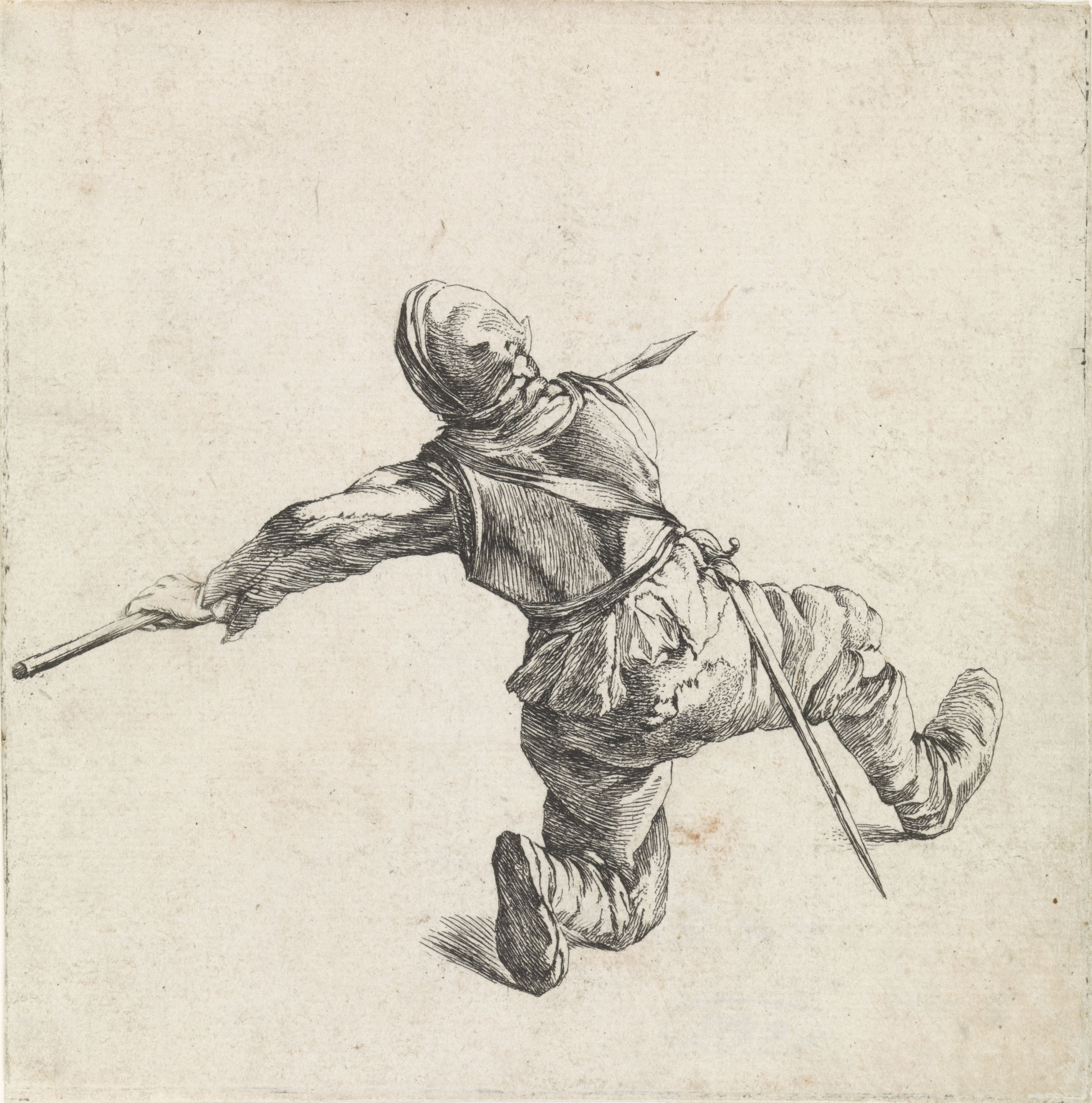
Piqueur agenouillé avec lance.
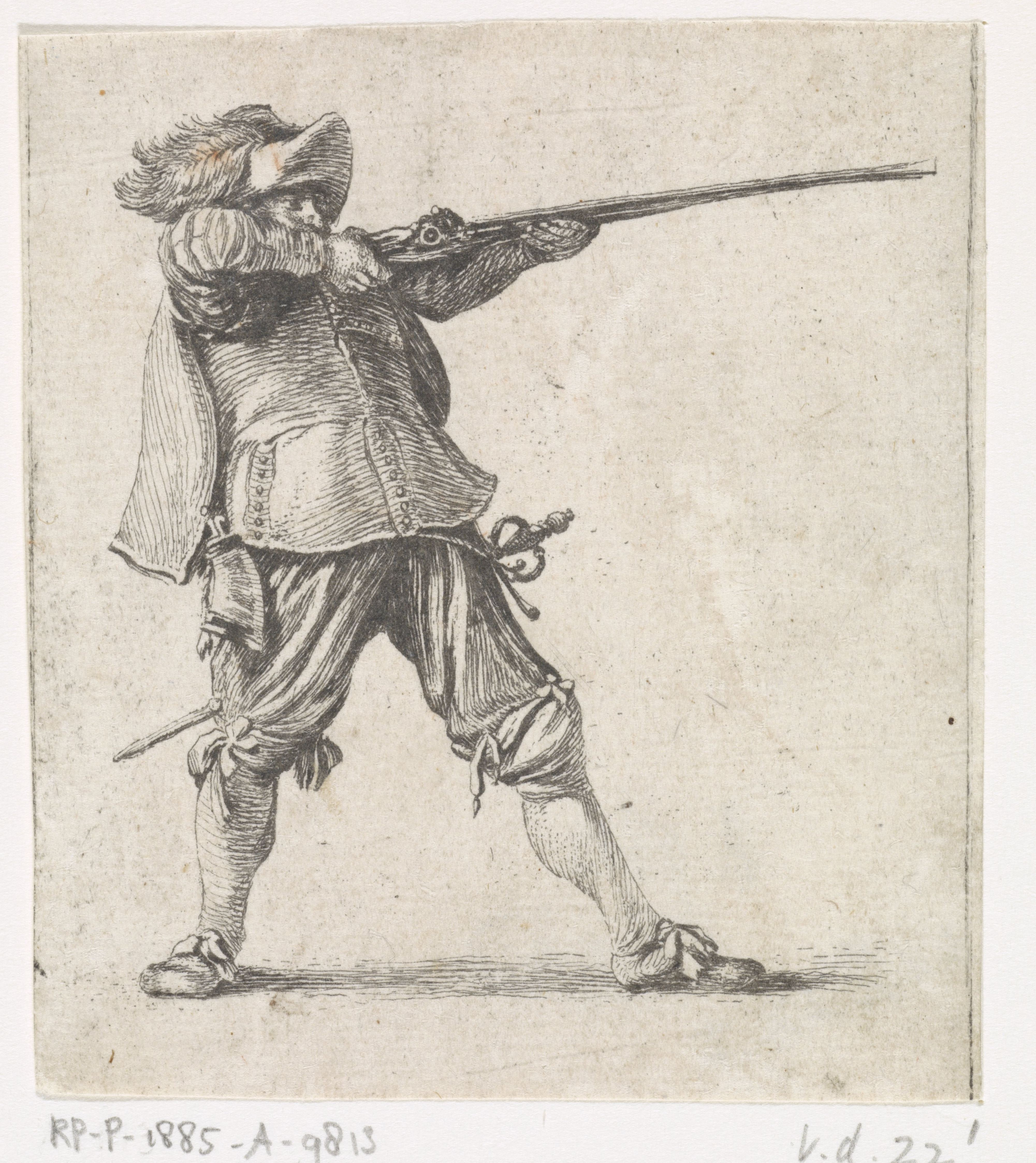
Soldat debout, tirant son fusil.
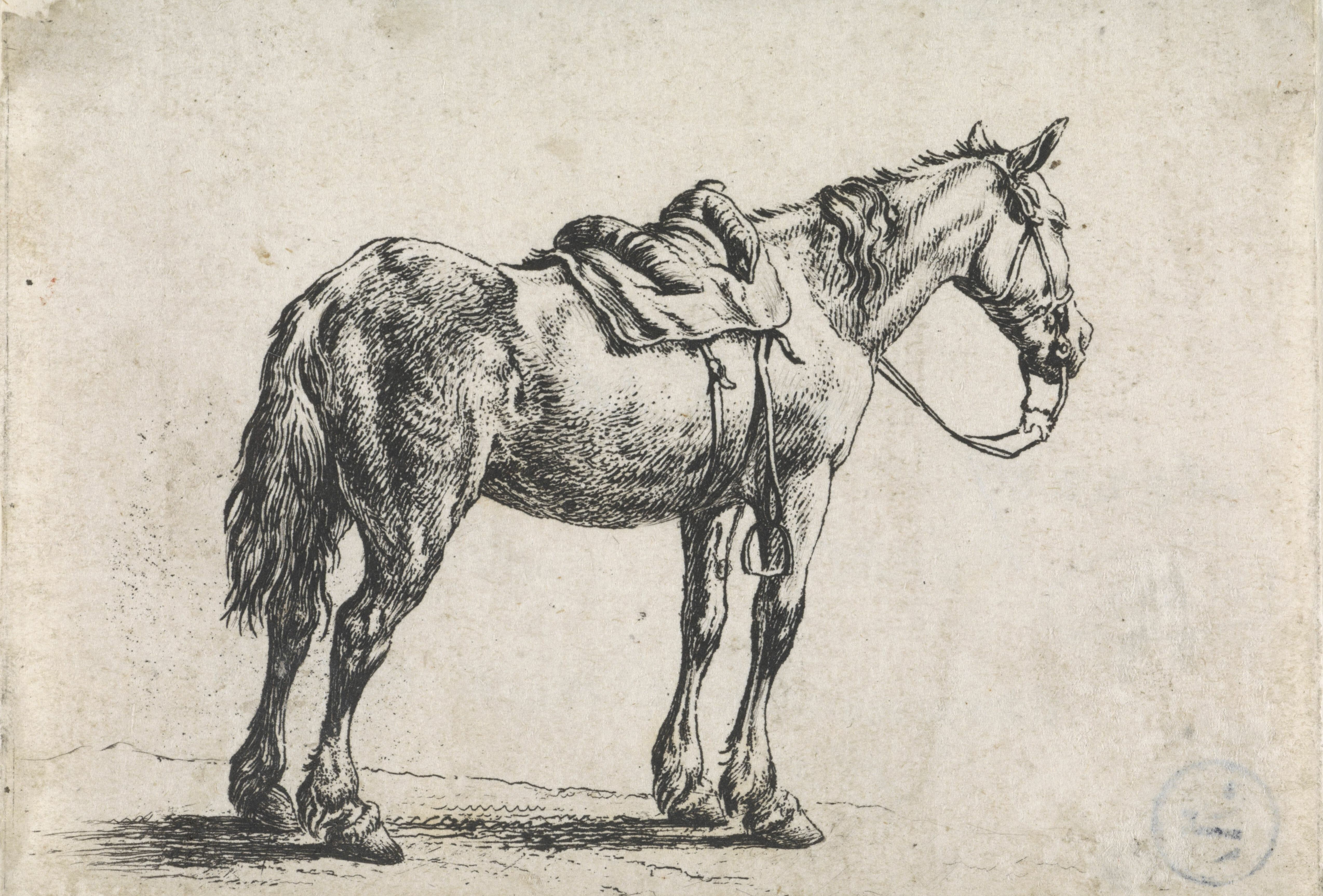
Monte à droite.

### SuiteLe Manège
La suite de neuf gravures intitulées Le manège est réalisée vers 1671-1717 ; elle est caractérisée par le style international classique de la gravure du XVIIe siècle. Parmi celles-ci, figurent Le Manège et Un Cavalier faisant faire la volte à un cheval.

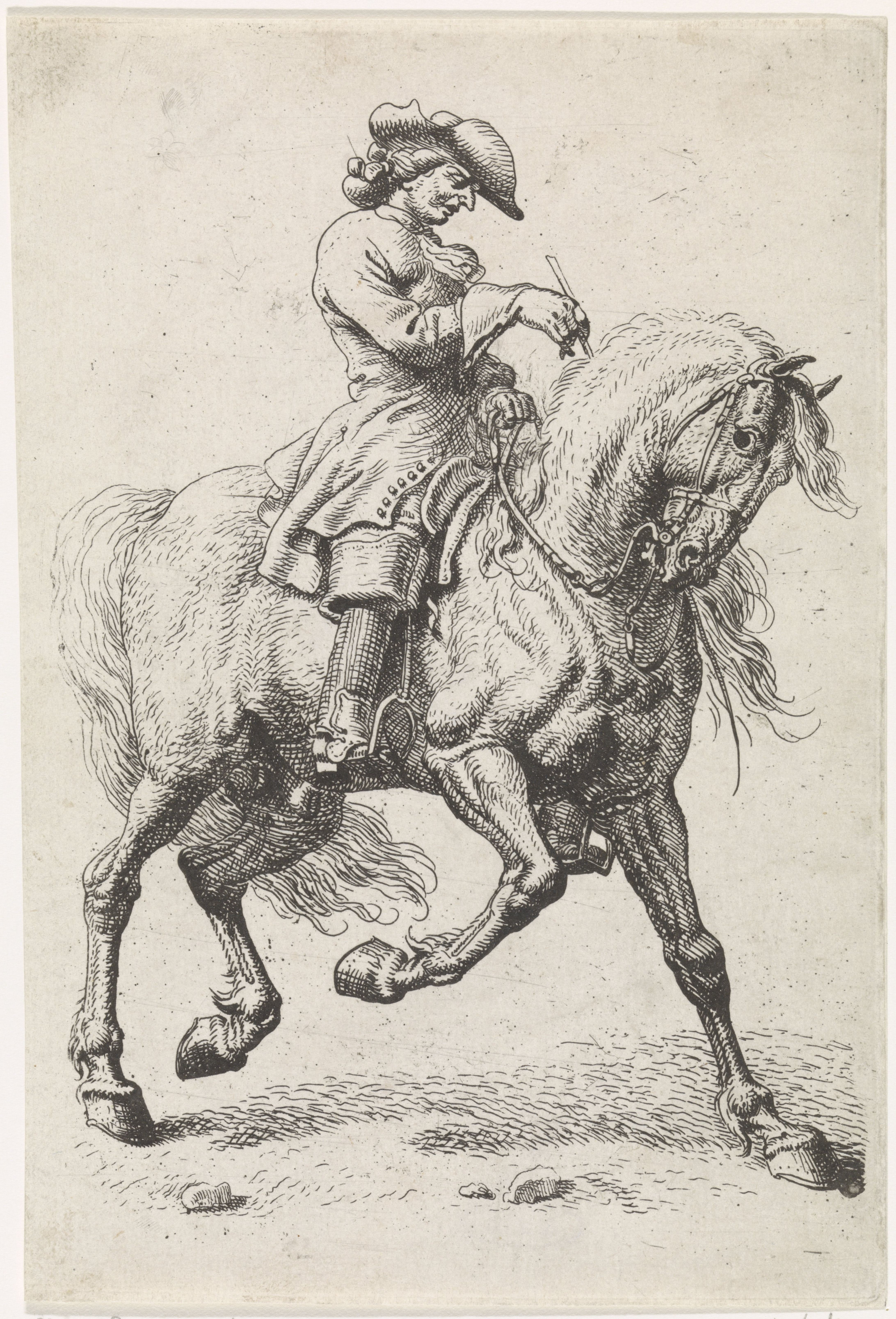
Un Cavalier faisant faire la volte à un cheval.
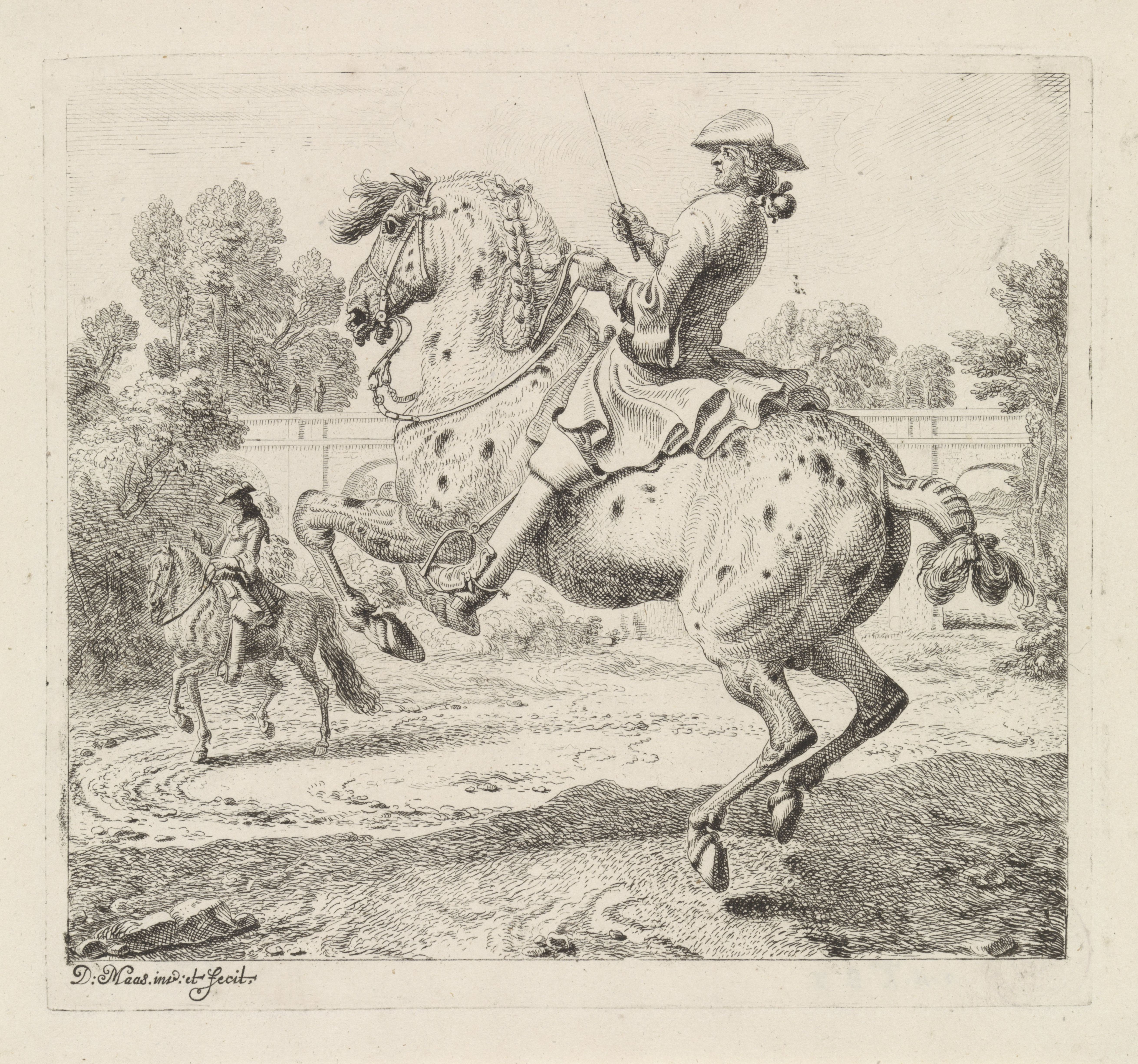
Cheval cabré avec un couple à gauche sur un aqueduc.
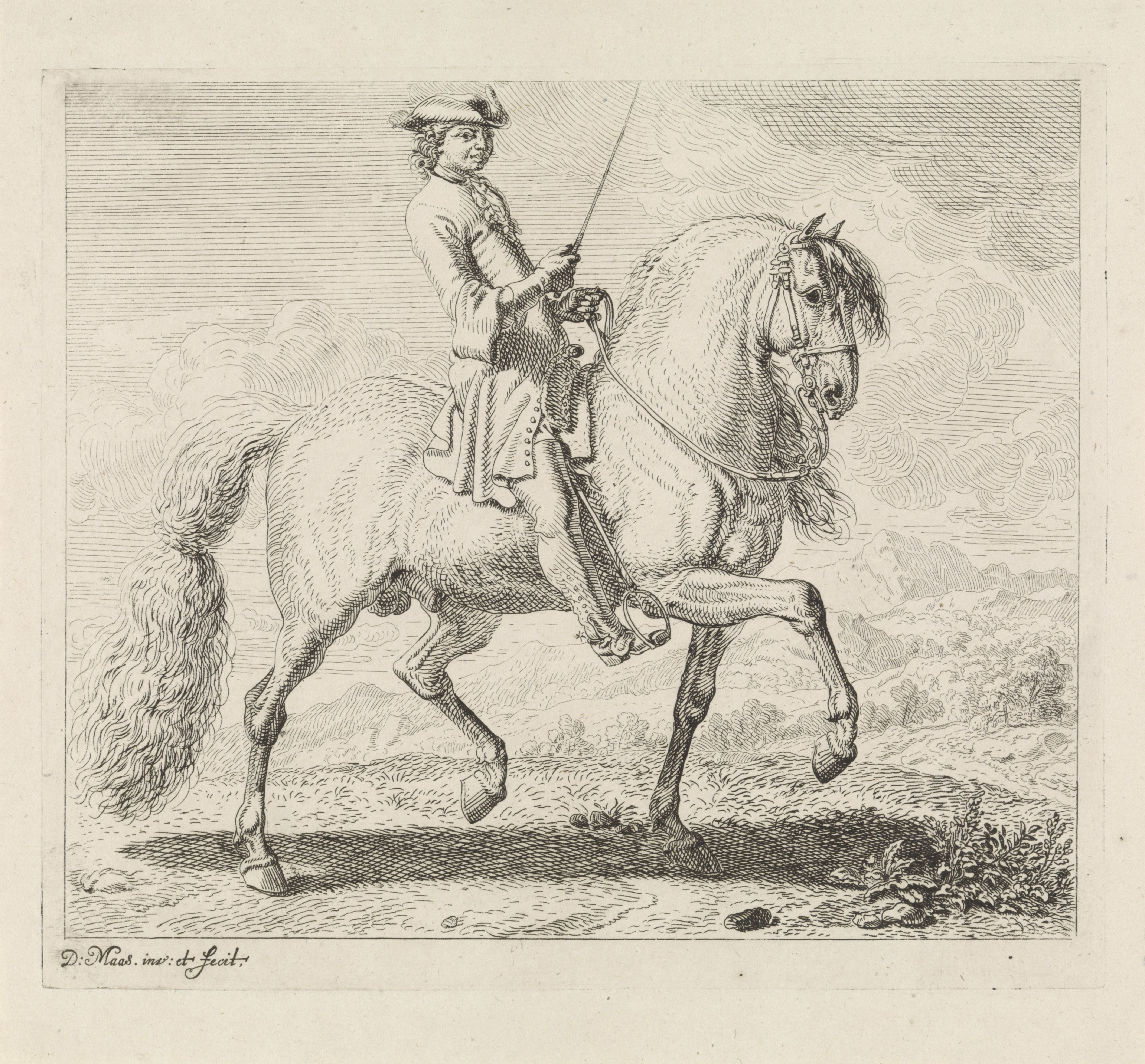
Cavalier à main droite.

## Galerie

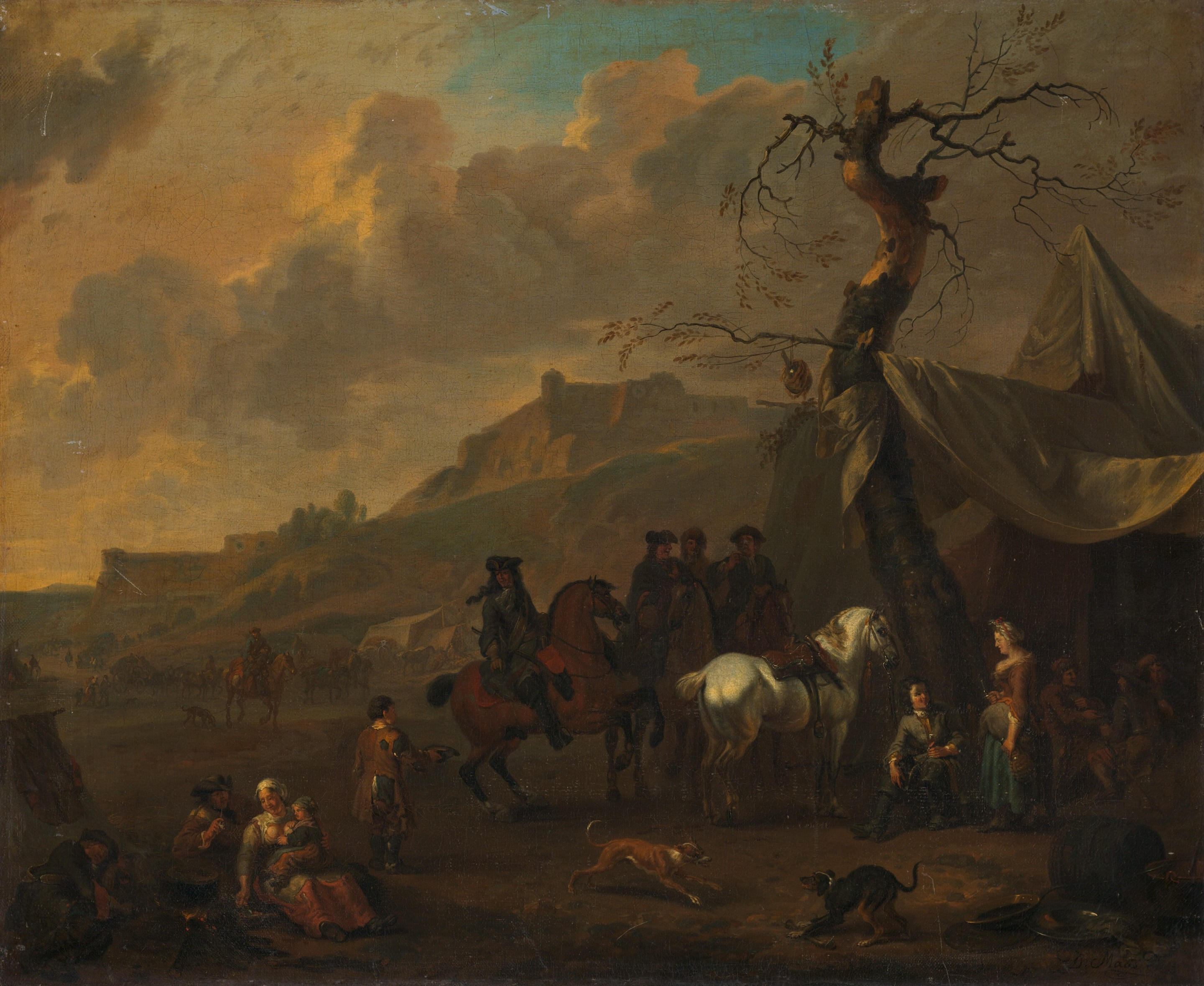
Un Campement, 1478, Musée Boijmans Van Beuningen, Rotterdam.
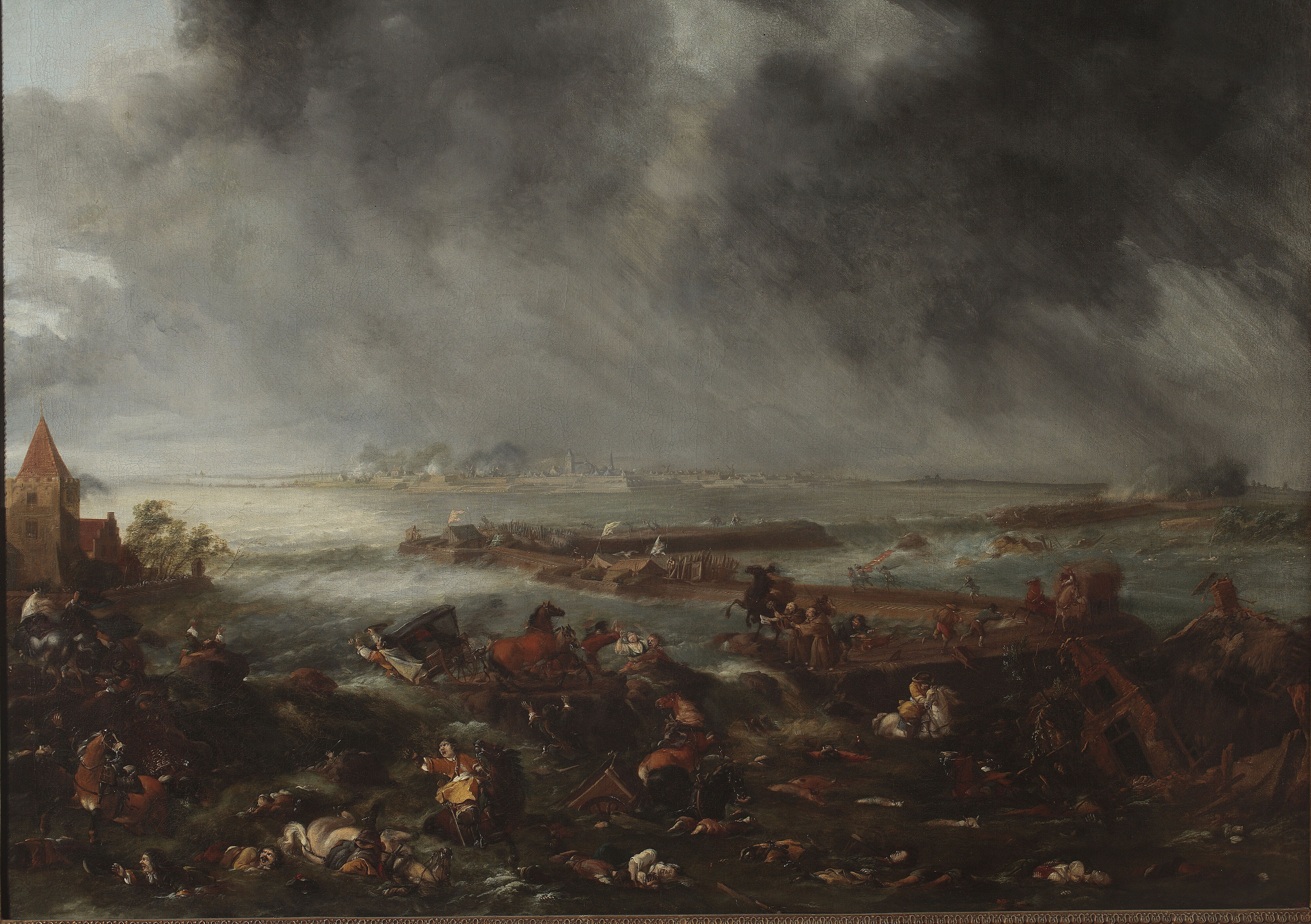
Siege de Groeningen par Christian Bernard von Galen, archevêque de Munster, musée national de Varsovie.
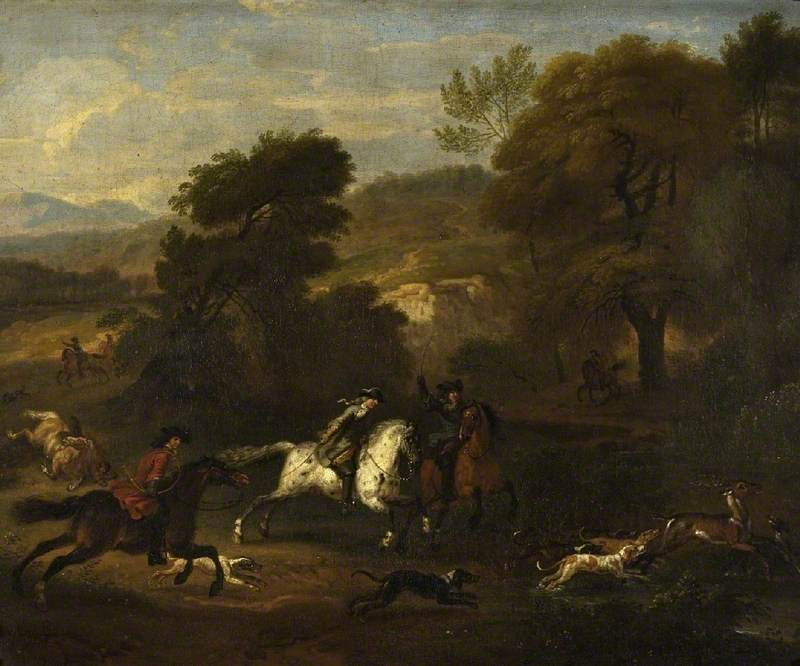
Chasse au cerf, Fitzwilliam Museum.
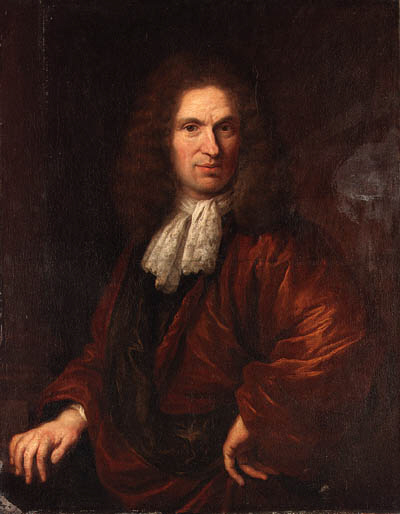
Portrait d’un gentleman, demi-hauteur, dans un manteau brun, collection particulière.